# Lage (Renania del Norte-Westfalia)
Lage (pronunciación en alemán: /ˈlaːɡə/ⓘ) es una ciudad situada en el distrito de Lippe del estado de Renania del Norte-Westfalia en Alemania. Está situada aproximadamente ocho kilómetros al noroeste de Detmold y tiene unos 36.000 habitantes.
La ciudad está hermanada con Horsham, en el Reino Unido. 

Lage (Lippe)